# FK Oural Iekaterinbourg
Pour les articles homonymes, voir Oural (homonymie).
Maillots
Actualités
Le Futbolny klub Oural, plus communément appelé Oural Iekaterinbourg (en russe : «Урал» Екатеринбург), est un club de football russe basé à Iekaterinbourg.
Fondé en 1930 à l'usine locale Ouralmach, dont il porte très longtemps le nom, le club intègre les compétitions nationales soviétiques à partir de 1938 en prenant part à la coupe nationale. Au sortir de la Seconde Guerre mondiale, il prend part au championnat de deuxième division de manière régulière de 1945 à 1968, année qui le voit être promu en première division pour la seule fois de son histoire à l'occasion de l'édition 1969 avant d'être relégué directement. Le club évolue par la suite entre la deuxième et la troisième division jusqu'à la chute de l'Union soviétique en 1991.
Avec la fin du système soviétique et l'organisation du nouveau championnat russe, l'Oural est intégré directement dans la première division où il évolue cinq saisons de 1992 à 1996, disputant notamment sa seule compétition européenne en jouant la Coupe Intertoto en 1996. Relégué par la suite successivement en deuxième puis en troisième division en 1997, il évolue principalement à cet échelon jusqu'en 2004 avant de monter au deuxième niveau. Se classant régulièrement en haut du classement, l'Oural doit cependant attendre la saison 2012-2013 pour retrouver l'élite du football russe, où il évolue depuis. Il réalise ses principales performances nationales en 2017 et en 2019 en atteignant par deux fois la finale de la Coupe de Russie.
À sa fondation, le club évolue au stade Ouralmach (en) (aujourd'hui SKB-Bank Arena) jusque dans les années 1960 avant d'emménager au stade central d'Iekaterinbourg d'une capacité de 35 000 places.
Les couleurs historiques du club sont l'orange et le noir. Sa mascotte est le bourdon, adopté en 2005.

## Histoire

### Période soviétique
Les origines du club datent de l'année 1928, avec le commencement de la construction de l'usine Ouralmach de Sverdlovsk. Celui-ci s'accompagne en effet de la mise en place d'équipes ouvrières avec notamment la construction d'un terrain de football, de fait que deux ans après, l'usine compte pas moins de quatre équipes de football différentes. Un tournoi est alors organisé entre ces équipes, dont le vainqueur remporte le droit de prendre part au championnat de l'oblast de Sverdlovsk et prend le nom Ouralmachstroï. Avec la fin de la construction de l'usine en 1933, l'équipe en devient le représentant officiel, changeant de nom pour devenir l’Ouralmachzavod et remporte notamment le championnat régional en 1935 et en 1936. Sur le plan national, le club dispute sa première Coupe d'Union soviétique en 1938.
Renommé Avangard en 1947, il prend part pour la première fois au championnat soviétique la même année en intégrant la deuxième division. Il y participe pendant trois années avant d'en être relégué, du fait de la réduction du nombre d'équipes participantes. Il est par la réintégré en 1953. Par la suite, l'équipe, qui se renomme Machinostroïtel en 1958 puis Ouralmach deux ans après, devient un acteur régulier du championnat de deuxième niveau, terminant notamment deuxième de son groupe en 1959 puis en 1961 avant de l'emporter l'année suivante. Il échoue cependant à la promotion lors de la phase finale où il termine troisième. Il profite cependant l'extension du nombre d'équipes de la Klass A en 1963, qui est alors divisé en deux divisions dont la deuxième devient le deuxième échelon de fait, auquel l'Ouralmach est intégré. Après deux années compliquées le voyant finir onzième puis vingtième, il remonte au classement à partir de 1965 et finit régulièrement dans les six premières places, avant de finalement l'emporter au terme de la saison 1968. Cette victoire lui permet alors d'être promu en première division pour la première fois de son histoire.
Intégré au groupe A pour la première phase de la saison 1969, l'Ouralmach y termine neuvième sur dix devant le Krylia Sovetov Kouïbychev et est placé dans la poule de relégation lors de la deuxième phase. Celle-ci se passe très mal pour le club, qui termine dernier avec treize points de retard sur le premier non-relégable et est ainsi relégué à l'issue de sa première, et unique, saison dans l'élite soviétique. Son retour en deuxième division s'avère également très difficile, et l'équipe enchaîne plusieurs places en bas de classement avant d'être relégué à nouveau 1972, cette fois en troisième division. Les années qui suivent la voient faire plusieurs fois l'ascenseur entre le deuxième et le troisième échelon, avant de passer dix saisons à ce dernier niveau en 1981 et 1990. Il est promu une dernière fois pour la saison 1991 où il atteint la troisième place pour la dernière édition du championnat de deuxième division.

### Période russe

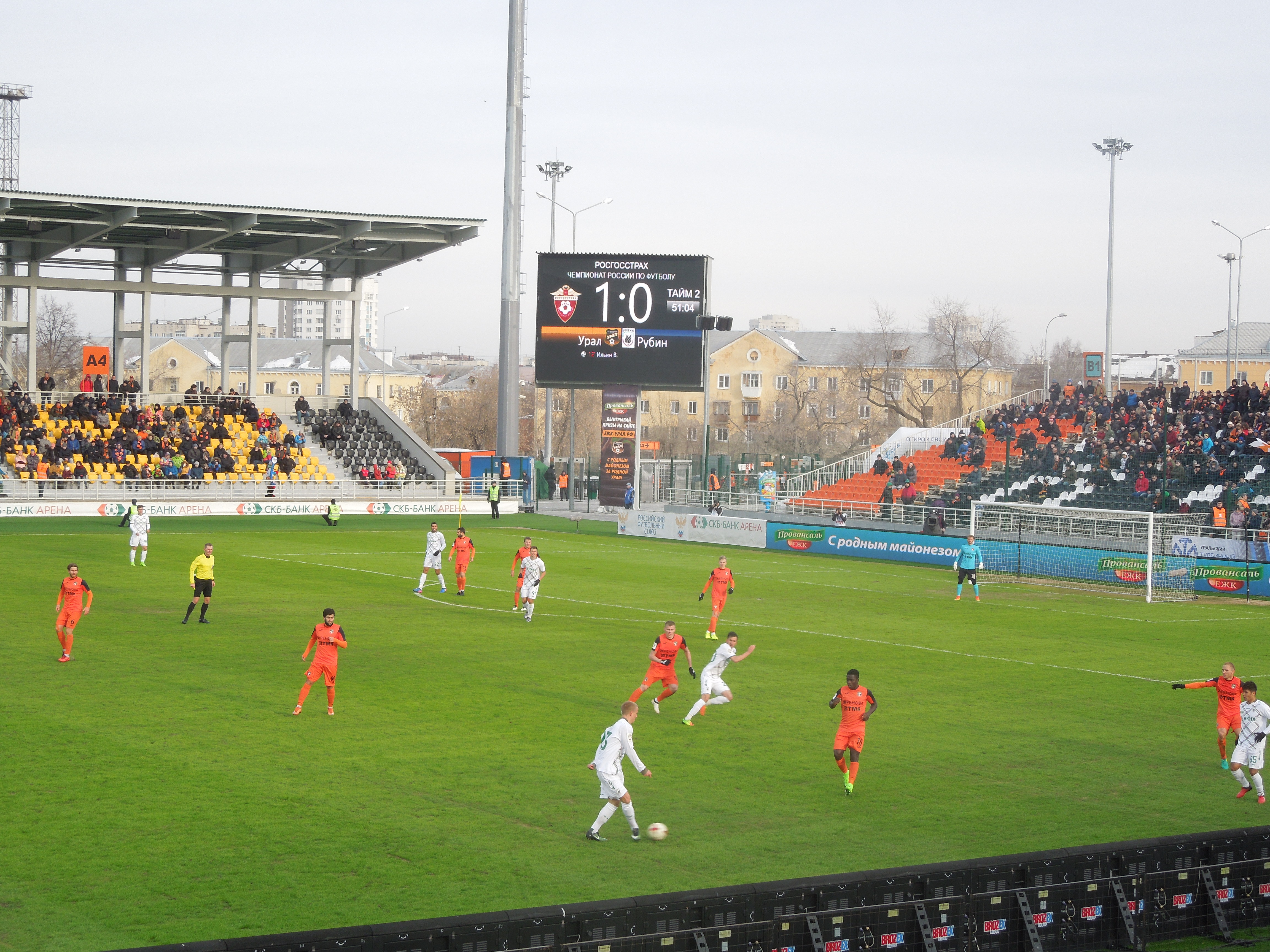
Rencontre entre l'Oural et le Rubin Kazan en mars 2017.

Du fait de son positionnement dans la deuxième division soviétique, l'Ouralmach est incluse au sein de la nouvelle première division russe peu après la disparition de l'Union soviétique à la fin de l'année 1991. Retrouvant ainsi l'élite lors de la saison 1992, il parvient à se maintenir en finissant neuvième. Il termine par la suite huitième l'année suivante avant d'éviter de peu la relégation en 1994, où il ne se sauve que grâce au nombre de victoires face au détriment du Dinamo Stavropol. Sa huitième place lors de l'exercice 1995 permet au club de se qualifier pour la Coupe Intertoto l'année suivante, où il atteint le stade des demi-finales avant d'être éliminé par l'équipe danoise de Silkeborg. Dans le même temps l'équipe connaît de nouvelles difficultés en championnat et ne peut cette fois pas éviter d'être reléguée au terme de la saison 1996.
Ses retrouvailles avec le deuxième échelon tournent cependant très mal, et l'Ouralmach connaît une deuxième relégation d'affilée en 1997, finissant vingtième avec pas moins de vingt-deux points de retard sur le maintien. Intégré par la suite dans le groupe Oural de la troisième division, il en devient un prétendant régulier à la montée, et l'emporte notamment en 2001 mais ne peut être promu à la suite des barrages de promotion. Cet objectif est finalement accompli dès l'année suivante. Renommé Oural à partir de l'exercice 2003, il est cependant relégué dès son retour au deuxième niveau, avant d'être à nouveau promu au terme de la saison 2004.
Ce nouveau retour voit cette fois le club se placer comme un acteur du haut de classement, avec notamment une troisième place dès l'année 2006. Les saisons qui suivent sont cependant plus décevantes, l'équipe terminant perpétuellement entre la quatrième et la huitième place entre 2007 et 2012. Au terme de la saison 2012-2013, l'Oural parvient finalement à finir première de la deuxième division devant la Tom Tomsk et avec quinze points d'avance sur le premier barragiste, et retrouve ainsi la première division après dix-sept ans d'absence à l'été 2013.
De retour dans l'élite depuis la saison 2013-2014, le club s'y maintient depuis lors en tant qu'acteur régulier des places de bas de classement, ayant notamment dû passer par les barrages pour sauver en 2015. Par la suite, l'équipe atteint notamment la finale de la Coupe de Russie en 2017 sous les ordres d'Aleksandr Tarkhanov, où elle est cependant vaincue par le Lokomotiv Moscou. Repris par Dmytro Parfenov pour la saison 2018-2019, le club atteint une nouvelle finale de coupe cette saison-là mais est à nouveau battu par le Lokomotiv. Alors qu'il passe le plus clair de l'exercice suivant dans le milieu de classement en championnat, l'Oural réalise à nouveau un parcours notable dans la coupe, avant d'être cette fois battu au stade des demi-finales par le FK Khimki, pensionnaire de la deuxième division, le 19 juillet 2020. Cette défaite amène dans la foulée au départ de Parfenov à une journée de la fin de la saison, Iouri Matveïev assurant l'intérim à cette occasion tandis que le club termine onzième. Ce dernier est par la suite confirmé comme entraîneur à temps plein et amène l'Oural en douzième position.
Alors que la saison 2021-2022 vient à peine de débuter, Matveïev quitte son poste d'entraîneur au profit d'Igor Chalimov alors que le club a marqué un point sur les trois premiers journées du championnat.

## Bilan sportif

### Palmarès
| Compétitions russes | Compétitions soviétiques |
| - Championnat de Russie - Huitième : 1993, 1995 et 2016. - Coupe de Russie - Finaliste : 2017 et 2019. - Championnat de Russie de deuxième division (1) - Champion : 2013. - Championnat de Russie de troisième division (3) - Vainqueur de groupe : 2001, 2002 et 2004. | - Championnat d'Union soviétique - Vingtième : 1969. - Coupe d'Union soviétique - Quarts de finale : 1965-1966, 1968 et 1991. - Championnat d'Union soviétique de deuxième division (1) - Vainqueur de la phase finale : 1968. - Vainqueur de groupe : 1962, 1968. - Championnat d'Union soviétique de troisième division (1) - Vainqueur de la phase finale : 1973. - Vainqueur de groupe : 1973, 1976, 1988 et 1990. |

### Classements en championnat
La frise ci-dessous résume les classements successifs du club en championnat d'URSS.
La frise ci-dessous résume les classements successifs du club en championnat de Russie.

### Bilan par saison
Légende
- Deuxième ou finaliste de la compétition
- Promotion en division supérieure
- Relégation en division inférieure

#### Période soviétique
| Saison    | Championnat       | Championnat       | Championnat       | Championnat       | Championnat       | Championnat       | Championnat       | Championnat       | Championnat       | Championnat       | Coupe d'URSS          |
| Saison    | Division          | Pos               | Pts               | J                 | V                 | N                 | D                 | BP                | BC                | Diff              | Coupe d'URSS          |
| --------- | ----------------- | ----------------- | ----------------- | ----------------- | ----------------- | ----------------- | ----------------- | ----------------- | ----------------- | ----------------- | --------------------- |
| 1938      | Championnat local | Championnat local | Championnat local | Championnat local | Championnat local | Championnat local | Championnat local | Championnat local | Championnat local | Championnat local | Deuxième tour Q       |
| 1939-1946 | Championnat local | Championnat local | Championnat local | Championnat local | Championnat local | Championnat local | Championnat local | Championnat local | Championnat local | Championnat local | —                     |
| 1947      | 2e Russie 2       | 9e                | 9                 | 18                | 3                 | 3                 | 12                | 16                | 46                | -30               | Huitièmes de finale Q |
| 1948      | 2e Russie 2       | 8e                | 23                | 24                | 10                | 3                 | 11                | 44                | 48                | -4                | —                     |
| 1949      | 2e Russie 2       | 5e                | 29                | 26                | 12                | 5                 | 9                 | 65                | 34                | +29               | Demi-finales Q        |
| 1950-1952 | Championnat local | Championnat local | Championnat local | Championnat local | Championnat local | Championnat local | Championnat local | Championnat local | Championnat local | Championnat local | —                     |
| 1953      | 2e Zone 3         | 7e                | 8                 | 14                | 3                 | 2                 | 9                 | 19                | 33                | -14               | 64es de finale        |
| 1954      | 2e Zone 1         | 7e                | 21                | 22                | 8                 | 5                 | 9                 | 24                | 30                | -6                | 32es de finale        |
| 1955      | 2e Zone 2         | 12e               | 22                | 30                | 8                 | 6                 | 16                | 40                | 49                | -9                | 128es de finale Q     |
| 1956      | 2e Zone 2         | 14e               | 30                | 34                | 10                | 10                | 14                | 40                | 53                | -13               | —                     |
| 1957      | 2e Zone 3         | 8e                | 31                | 30                | 13                | 5                 | 12                | 44                | 39                | +5                | Finale Q              |
| 1958      | 2e Zone 5         | 6e                | 35                | 30                | 15                | 5                 | 10                | 52                | 38                | +14               | Finale Q              |
| 1959      | 2e Zone 6         | 2e                | 32                | 26                | 13                | 6                 | 7                 | 51                | 29                | +22               | —                     |
| 1960      | 2e Russie 4       | 7e                | 33                | 28                | 14                | 5                 | 9                 | 53                | 37                | +16               | Demi-finales Q        |
| 1961      | 2e Russie 5       | 2e                | 33                | 24                | 14                | 5                 | 5                 | 44                | 17                | +27               | Demi-finales Q        |
| 1962      | 2e Russie 4       | 1er               | 45                | 30                | 19                | 7                 | 4                 | 66                | 28                | +38               | Demi-finales Q        |
| 1963      | 2e                | 11e               | 32                | 34                | 12                | 8                 | 14                | 31                | 40                | -9                | 32es de finale        |
| 1964      | 2e                | 20e               | 38                | 38                | 15                | 8                 | 15                | 38                | 43                | -5                | 64es de finale        |
| 1965      | 2e                | 6e                | 35                | 30                | 13                | 9                 | 8                 | 39                | 28                | +11               | Seizièmes de finale   |
| 1966      | 2e Groupe 3       | 6e                | 38                | 34                | 14                | 10                | 10                | 44                | 33                | +11               | Quarts de finale      |
| 1967      | 2e Groupe 3       | 2e                | 49                | 36                | 20                | 9                 | 7                 | 53                | 24                | +29               | 64es de finale        |
| 1968      | 2e Groupe 3       | 1er               | 58                | 40                | 24                | 10                | 6                 | 57                | 19                | +38               | Quarts de finale      |
| 1969      | 1er               | 20e               | 22                | 34                | 7                 | 8                 | 19                | 19                | 39                | -20               | Seizièmes de finale   |
| 1970      | 2e                | 14e               | 38                | 42                | 13                | 12                | 17                | 37                | 49                | -12               | 32es de finale        |
| 1971      | 2e                | 12e               | 39                | 42                | 13                | 13                | 16                | 34                | 40                | -6                | Seizièmes de finale   |
| 1972      | 2e                | 18e               | 31                | 38                | 11                | 9                 | 18                | 38                | 58                | -20               | Seizièmes de finale   |
| 1973      | 3e Zone 5         | 1er               | 50                | 32                | 23                | 7                 | 2                 | 59                | 15                | +44               | —                     |
| 1974      | 2e                | 16e               | 34                | 38                | 13                | 8                 | 17                | 38                | 54                | -16               | 32es de finale        |
| 1975      | 2e                | 18e               | 32                | 38                | 13                | 6                 | 19                | 44                | 56                | -12               | 32es de finale        |
| 1976      | 3e Zone 5         | 1er               | 51                | 34                | 23                | 5                 | 6                 | 73                | 26                | +47               | —                     |
| 1977      | 2e                | 12e               | 36                | 38                | 13                | 10                | 15                | 52                | 62                | -10               | 32es de finale        |
| 1978      | 2e                | 17e               | 31                | 38                | 10                | 11                | 17                | 31                | 50                | -19               | Seizièmes de finale   |
| 1979      | 2e                | 9e                | 48                | 46                | 18                | 12                | 16                | 55                | 45                | +10               | Phase de groupes      |
| 1980      | 2e                | 24e               | 21                | 46                | 8                 | 5                 | 33                | 35                | 82                | -47               | Phase de groupes      |
| 1980      | 3e Zone 4         | 8e                | 51                | 34                | 23                | 5                 | 6                 | 73                | 26                | +47               | —                     |
| 1981      | 3e Zone 2         | 8e                | 33                | 32                | 14                | 5                 | 13                | 50                | 36                | +14               | —                     |
| 1982      | 3e Zone 2         | 9e                | 31                | 32                | 12                | 7                 | 13                | 37                | 47                | -10               | —                     |
| 1983      | 3e Zone 2         | 10e               | 26                | 28                | 8                 | 10                | 10                | 29                | 29                | 0                 | —                     |
| 1984      | 3e Zone 2         | 5e                | 40                | 32                | 15                | 10                | 7                 | 56                | 30                | +26               | —                     |
| 1985      | 3e Zone 2         | 2e                | 38                | 28                | 15                | 8                 | 5                 | 40                | 21                | +19               | —                     |
| 1986      | 3e Zone 2         | 4e                | 41                | 32                | 15                | 11                | 6                 | 55                | 38                | +17               | 64es de finale        |
| 1987      | 3e Zone 2         | 2e                | 48                | 32                | 22                | 4                 | 6                 | 54                | 20                | +34               | 64es de finale        |
| 1988      | 3e Zone 2         | 1er               | 49                | 32                | 21                | 7                 | 4                 | 49                | 25                | +24               | 64es de finale        |
| 1989      | 3e Zone 2         | 2e                | 68                | 42                | 29                | 10                | 3                 | 81                | 14                | +67               | 32es de finale        |
| 1990      | 3e Centre         | 1er               | 59                | 42                | 23                | 13                | 6                 | 62                | 21                | +41               | 64es de finale        |
| 1991      | 2e                | 3e                | 51                | 42                | 21                | 9                 | 12                | 68                | 40                | +28               | Quarts de finale      |
| 1991      | 2e                | 3e                | 51                | 42                | 21                | 9                 | 12                | 68                | 40                | +28               | 64es de finale        |

#### Période russe
| Saison    | Championnat       | Championnat | Championnat | Championnat | Championnat | Championnat | Championnat | Championnat | Championnat | Championnat | Coupe de Russie     |
| Saison    | Division          | Pos         | Pts         | J           | V           | N           | D           | BP          | BC          | Diff        | Coupe de Russie     |
| --------- | ----------------- | ----------- | ----------- | ----------- | ----------- | ----------- | ----------- | ----------- | ----------- | ----------- | ------------------- |
| 1992      | 1re               | 9e          | 49          | 40          | 20          | 9           | 11          | 68          | 50          | +18         | —                   |
| 1993      | 1re               | 8e          | 36          | 34          | 16          | 4           | 14          | 51          | 52          | -1          | Quarts de finale    |
| 1994      | 1re               | 14e         | 23          | 30          | 7           | 9           | 14          | 33          | 49          | -16         | Seizièmes de finale |
| 1995      | 1re               | 8e          | 39          | 30          | 12          | 3           | 15          | 43          | 47          | -4          | Quarts de finale    |
| 1996      | 1re               | 16e         | 33          | 34          | 8           | 9           | 17          | 38          | 57          | -19         | Huitièmes de finale |
| 1997      | 2e                | 20e         | 35          | 42          | 9           | 8           | 25          | 43          | 77          | -34         | Seizièmes de finale |
| 1998      | 3e Oural          | 3e          | 66          | 34          | 20          | 6           | 8           | 63          | 29          | +34         | 32es de finale      |
| 1999      | 3e Oural          | 7e          | 49          | 30          | 14          | 7           | 9           | 49          | 30          | +19         | 32es de finale      |
| 2000      | 3e Oural          | 2e          | 73          | 30          | 23          | 4           | 3           | 72          | 21          | +51         | Tour préliminaire   |
| 2001      | 3e Oural          | 1er         | 83          | 30          | 27          | 2           | 1           | 83          | 11          | +72         | 32es de finale      |
| 2002      | 3e Oural          | 1er         | 71          | 28          | 22          | 5           | 1           | 55          | 11          | +44         | 64es de finale      |
| 2003      | 2e                | 19e         | 41          | 42          | 11          | 8           | 23          | 43          | 65          | -22         | Seizièmes de finale |
| 2004      | 3e Oural-Povoljié | 1er         | 87          | 36          | 27          | 6           | 3           | 68          | 18          | +50         | 32es de finale      |
| 2005      | 2e                | 7e          | 73          | 42          | 21          | 10          | 11          | 51          | 34          | +17         | 128es de finale     |
| 2006      | 2e                | 3e          | 90          | 42          | 27          | 9           | 6           | 54          | 26          | +28         | Seizièmes de finale |
| 2007      | 2e                | 5e          | 77          | 42          | 21          | 14          | 7           | 70          | 33          | +37         | Seizièmes de finale |
| 2008      | 2e                | 4e          | 75          | 42          | 22          | 9           | 11          | 69          | 39          | +30         | Demi-finales        |
| 2009      | 2e                | 8e          | 60          | 38          | 15          | 15          | 8           | 40          | 32          | +8          | 32es de finale      |
| 2010      | 2e                | 7e          | 58          | 38          | 14          | 16          | 8           | 38          | 28          | +10         | Huitièmes de finale |
| 2011-2012 | 2e                | 6e          | 78          | 52          | 19          | 21          | 12          | 71          | 52          | +19         | 32es de finale      |
| 2011-2012 | 2e                | 6e          | 78          | 52          | 19          | 21          | 12          | 71          | 52          | +19         | Seizièmes de finale |
| 2012-2013 | 2e                | 1er         | 68          | 32          | 19          | 11          | 2           | 61          | 18          | +43         | Seizièmes de finale |
| 2013-2014 | 1re               | 11e         | 34          | 30          | 9           | 7           | 14          | 28          | 46          | -18         | Seizièmes de finale |
| 2014-2015 | 1re               | 13e         | 30          | 30          | 9           | 3           | 18          | 31          | 44          | -13         | Seizièmes de finale |
| 2015-2016 | 1re               | 8e          | 39          | 30          | 10          | 9           | 11          | 39          | 46          | -7          | Huitièmes de finale |
| 2016-2017 | 1re               | 11e         | 30          | 30          | 8           | 6           | 16          | 24          | 44          | -20         | Finale              |
| 2017-2018 | 1re               | 12e         | 37          | 30          | 8           | 13          | 9           | 31          | 32          | -1          | Seizièmes de finale |
| 2018-2019 | 1re               | 10e         | 38          | 30          | 10          | 8           | 12          | 33          | 45          | -12         | Finale              |
| 2019-2020 | 1re               | 11e         | 35          | 30          | 9           | 8           | 13          | 36          | 53          | -17         | Demi-finales        |
| 2020-2021 | 1re               | 12e         | 34          | 30          | 7           | 13          | 10          | 26          | 36          | -10         | Huitièmes de finale |
| 2021-2022 | 1re               | 12e         | 33          | 30          | 8           | 9           | 13          | 27          | 35          | -8          | Phase de groupes    |
| 2022-2023 | 1re               | 11e         | 36          | 30          | 10          | 6           | 14          | 33          | 45          | -12         | Finale de voie      |

### Bilan européen
L'Oural prend part à sa seule et unique compétition européenne en 1996, année qui le voit participer à la Coupe Intertoto. Faisant son entrée lors de la phase de groupes, le club termine à la première place du groupe 11, affichant un bilan de trois victoires pour un match nul. Son parcours s'arrête cependant lors du tour suivant qui le voit tomber face aux Danois du Silkeborg IF aux buts à l'extérieur.
Note : dans les résultats ci-dessous, le score du club est toujours donné en premier.
| Saison | Compétition     | Tour         | Club          | Domicile | Extérieur | Total   |
| ------ | --------------- | ------------ | ------------- | -------- | --------- | ------- |
| 1996   | Coupe Intertoto | Groupe 8     | CSKA Sofia    | 2 - 1    | N/A       | Premier |
| 1996   | Coupe Intertoto | Groupe 8     | RC Strasbourg | N/A      | 1 - 1     | Premier |
| 1996   | Coupe Intertoto | Groupe 8     | Kocaelispor   | 2 - 0    | N/A       | Premier |
| 1996   | Coupe Intertoto | Groupe 8     | Hibernians FC | N/A      | 2 - 1     | Premier |
| 1996   | Coupe Intertoto | Demi-finales | Silkeborg IF  | 2 - 1    | 0 - 1     | 2 - 2E  |

Légende
- Victoire ou qualification pour le tour suivant
- Match nul
- Défaite ou élimination de la compétition

## Joueurs et personnalités du club

### Entraîneurs
La liste suivante présente les différents entraîneurs du club depuis 1947 :
- Saveli Moukhine (janvier 1947-juin 1947)
- Mikhaïl Oulasevitch (juin 1947-1948)
- Viktor Novikov (1949)
- Ivan Kratchevski (1951)
- Dmitri Solomatine (1952)
- Mikhaïl Sozinov (janvier 1953-juin 1953)
- Vladimir Iakouchev (juin 1953-1954)
- Aleksandr Morozov (1955-1959)
- Leonid Rodos (1960-juillet 1963)
- Ramiz Karitchev (juillet 1963-1964)
- Nikolaï Samarine (1965-1966)
- Viktor Marienko (1967-1968)
- Gueorgui Jarkov (en) (1969)
- Aleksandr Morozov (1970-septembre 1971)
- Ivan Larine (septembre 1971-décembre 1971)
- Ivan Zolotoukhine (janvier 1972-août 1972)
- Vladimir Potine (août 1972-juillet 1975)
- Sergueï Porkhatchiov (juillet 1975-1979)
- Ievgueni Sesiounine (janvier 1980-juin 1980)
- Anatoli Lougovykh (juin 1980-1981)
- Guennadi Sannikov (1982-mai 1983)
- Sergueï Porkhatchiov (mai 1983-1984)
- Nikolai Samarine (janvier 1985-juillet 1985)
- Aleksandr Morozov (juillet 1985-décembre 1985)
- Sergueï Porkhatchiov (1986)
- Korneï Chperling (1987-mai 1991)
- Nikolaï Agafonov (mai 1991-août 1992)
- Viktor Chichkine (août 1992-septembre 1994)
- Vladimir Kalachnikov (septembre 1994-décembre 1995)
- Valeri Voïtenko (janvier 1996-mai 1996)
- Vitali Chevtchenko (mai 1996-décembre 1996)
- Viktor Ierokhine (janvier 1997-juillet 1997)
- Iouri Smolianikov (juillet 1997-septembre 1997)
- Igor Kouznetsov (septembre 1997-décembre 1997)
- Vladimir Kalachnikov (janvier 1998-août 1998)
- Nikolaï Agafonov (août 1998-décembre 2001)
- Oleg Kokarev (janvier 2002-avril 2003)
- Pavel Goussev (avril 2003-juin 2004)
- Vladimir Kalachnikov (juillet 2004-décembre 2004)
- Aleksandr Pobegalov (janvier 2005-juin 2009)
- Vladimir Fedotov (juin 2009-mai 2010)
- Boris Stoukalov (mai 2010-novembre 2010)
- Dmitry Ogai (décembre 2010-mai 2011)
- Iouri Matveïev (mai 2011-novembre 2011)
- Aleksandr Pobegalov (novembre 2011-avril 2012)
- Sergueï Boulatov (avril 2012-juillet 2012)
- Pavel Goussev (août 2012-juillet 2013)
- Oleg Vasilenko (août 2013-novembre 2013)
- Aleksandr Tarkhanov (novembre 2013-juin 2015)
- Viktor Goncharenko (juin 2015-septembre 2015)
- Vadim Skripchenko (septembre 2015-novembre 2016)
- Aleksandr Tarkhanov (novembre 2016-mai 2018)
- Dmytro Parfenov (mai 2018-juillet 2020)
- Iouri Matveïev (juillet 2020-août 2021)
- Igor Chalimov (août 2021-août 2022)
- Viktor Goncharenko (août 2022-mai 2024)

### Joueurs emblématiques
Les joueurs internationaux suivants ont joué pour le club. Ceux ayant évolué en équipe nationale lors de leur passage à l'Oural sont marqués en gras. Les années de passage sont indiquées entre parenthèses.
URSS/Russie
- Viktor Chichkine (en) (1974-1977, 1979, 1990-1991)
- Artyom Ienine (en) (2005)
- Iouri Matveïev (1988-1990, 1992-1995)
- Roman Pavlioutchenko (2016-2017)
- Aleksandr Podchivalov (en) (1980-1983)
- Igor Portniaguine (2017-2018)
- Aleksandr Ryazantsev (2016)
- Oleg Chatov (2007-2011)
- Igor Smolnikov (2009)
- Fyodor Smolov (2014-2015)
- Oleg Veretennikov (1986-1988, 1991)
- Aleksandr Yerokhine (2013-2016)
- Anton Zabolotny (2011)
- Denis Zoubko (2005-2006, 2010)

Pays de l'ex-URSS
- Artak Aleksanyan (2010)
- Edgar Manucharian (2011-2018)
- Artur Sarkisov (2013-2014)
- Andreï Tchoukhleï (en) (2011-2014)
- Aleksandr Khrapvoski (en) (2005-2006)
- Aleksandr Martynovich (2015-2016)
- Oleg Chkabara (en) (2007)
- Yuri Zhevnov (2015-2016)
- Aleksandr Dmitrijev (2011)
- Giorgi Chanturia (en) (2016-2018)
- Vitali Abramov (en) (2005)
- Sergueï Anachkine (en) (1991)
- Renat Dubinski (en) (2005)
- Vitali Kafanov (en) (1991)
- Konstantin Ledovskikh (en) (1993-1994)
- Aleksandr Skliarov (en) (1998)
- Georgy Zhukov (2016)
- Arūnas Klimavičius (2009)
- Robertas Poškus (2009)
- Igor Bugaiov (2009)
- Serghei Rogaciov (2008)
- Vitaliy Levchenko (en) (2004)
- Anatoli Volovodenko (en) (1992-1994)
- Denys Kulakov (2015-)
- Oleksandr Pomazun (en) (2004)
- Dmytro Topchiev (en) (1998)
- Vladimir Radkevich (en) (2005-2007)
- Ievgueni Safonov (en) (2007)
- Vladimir Shishelov (2008-2009)

Europe
- Vladimir Koman (2013-2014)
- Sölvi Ottesen (2013-2015)
- Toto Tamuz (2013)

Amérique
- Gerson Acevedo (en) (2012-2016)

Afrique
- Chisamba Lungu (2010-2017)

## Identité visuelle
La galerie suivante liste les différents logos connus du club au cours de son existence.

1960-1989
1990-1996
1997-février 2003
février 2003-2004
depuis 2005